# Radara obliquifasciata
Radara obliquifasciata là một loài bướm đêm trong họ Noctuidae.